# 費拉德爾弗斯鎮區 (北卡羅萊納州羅伯遜縣)
費拉德爾弗斯鎮區（英語：Philadelphus Township）是位於美國北卡羅萊納州羅伯遜縣的一個鎮區。

## 地方資料
費拉德爾弗斯鎮區的面積為73.81平方千米，皆為陸地。根據2020年美國人口普查的數據，當地共有人口3523人，而人口密度為每平方千米47.73人。